# Microtomus luctuosus
Microtomus luctuosus är en insektsart som först beskrevs av Carl Stål 1854.  Microtomus luctuosus ingår i släktet Microtomus och familjen rovskinnbaggar. Inga underarter finns listade i Catalogue of Life.